# La Delfy
La Delfy, nombre artístico de Delfy Oscar Solano Espinal (Santo Domingo, 1992 - 25 de marzo de 2020), fue un cantante dominicano de género urbano. Fue uno de los primeros cantantes de reguetón abiertamente homosexual.

## Biografía
Delfy Oscar Solano Espinal nació en 1992 en Villa Francisca, aunque fue criado por su familia en el barrio de San Carlos, de Santo Domingo.
Abiertamente homosexual, saltó a la fama en 2012 gracias a «Dame leche», producida por Bubloy y con participación de Jhon Distrito. La canción, conocida también como «Cocoro», fue prohibida por la Comisión Nacional de Espectáculos Públicos y Radiofonía, por lo que tuvo que modifcar la letra. Posteriormente publicó el mixtape «La más perra», lo que le convirtió en un referente queer del dembow dominicano. Entre las canciones más conocidas se encuentran «Mariquiqui», «Toy moja» y «Goza goza». Ese año inició una gira europea.
En 2013 anunció que contraería matrimonio con su pareja en Argentina.
Además de colaborar con John Distrito, también lo hizo con El Chuape, Chimbala y Los teke teke.
Tras aminorar su fama, tuvo un regreso en 2018 participando en el remix «Cocoro» de La Materialista y «Que rico todo» de Jhon Distrito.
Por otro lado, también incursionó en el mundo del transformismo con el nombre de Aisha Summerg. Participó en diversos certámenes de belleza trans como Miss Cha, donde quedó finalista.
Falleció el 25 de marzo de 2020, debido a complicaciones por unas úlceras estomacales.